# Himlens hjerte
Himlens hjerte er en svensk-dansk dramafilm fra 2008 instrueret af Simon Staho, der skrev manuskriptet i samarbejde med Peter Asmussen. Filmen fik premiere i Sverige den 29. februar 2008 og udkom i Danmark to måneder senere den 25. april.

## Handling
Lars og Susanna har været lykkeligt gift i tyve år. Deres bedste venner Ann og Ulf er tilsyneladende lige så tilfredse med livet. Under en parmiddag fortæller Susanna en historie om en kollega, der har været utro. Historien fører til et dramatisk opgør mellem de to ægtepar, der vender op og ned på deres liv og ægteskaber.

## Medvirkende
- Mikael Persbrandt som Lars
- Lena Endre som Susanna
- Jakob Eklund som Ulf
- Maria Lundqvist som Ann
- Ingemar Carlehed som advokaten